# Mercia Ntsia
Mercia Noellie Ntsia, née le 28 décembre 1994 à Brazzaville, est une gymnaste aérobic congolaise.

## Carrière
Elle obtient la médaille de bronze en duo mixte aux Jeux africains de 2015 à Brazzaville puis la médaille d'or en duo mixte et la médaille d'argent par équipes aux Championnats d'Afrique de gymnastique aérobic 2018.